# NES Remix
NES Remix, conocido en Japón como Famicom Remix (ファミコンリミックス Famikon Rimikkusu?), es una recopilación de videojuegos de Nintendo Entertainment System para la consola Wii U desarrollado y distribuido por Nintendo en colaboración con indieszero, fue anunciado en el Nintendo Direct el 18 de diciembre de 2013 y simultáneamente lanzado para descarga digital en Nintendo eShop, la secuela NES Remix 2 (Famicom Remix 2 (ファミコンリミックス2 Famikon Rimikkusu?)) fue anunciado a inicios del mes de abril y lanzado el 23 de abril de 2014 en Japón y al día siguiente para América y Europa, el 26 de julio de 2014 se anunció que ambas entregas serán unificadas en un disco físico llamado NES Remix Pack sólo para la versión americana. También se anunció que la serie de NES Remix también estará disponible para la Nintendo 3DS con el nombre de Ultimate NES Remix y su lanzamiento está previsto el 5 de diciembre.

## Jugabilidad

### NES Remix
La jugabilidad es como los clásicos videojuegos de la NES, pero esta vez se trata de hacer misiones o desafíos cortos de cada uno de los juegos retro de NES con la finalidad de obtener puntos, estrellas y sellos, por ejemplo, el primer desafío comienza en el juego Super Mario Bros dentro de la colección Remix I, consiste en que Mario estando invencible con la superestrella, debe derrotar a 15 enemigos de manera rápida para obtener estrellas y tiempo récord, cada desafío posee temporizador y/o con salud (vidas por corazones) y a medida que el jugador complete cada misión, se irá desbloqueando misiones, juegos retro, misiones de juegos retro editados llamado Remix I, Remix II y juegos bonus, tiene un medidor de puntos que por cada 6000 puntos acumulados, el jugador obtiene sellos que puede ser utilizado para mensajes en la red social Miiverse.

### NES Remix 2
La jugabilidad es idéntica al NES Remix anterior, pero esta edición trae videojuegos creados del año 1988 al 1994, así mismo, el jugador debe recorrer misiones cortas para desbloquear nuevas misiones, juegos NES y obtener puntos, estrellas y tiempo récord de cada misión, ahora el jugador podrá subir videos con el tiempo récord de cada desafío y así mismo postear en Miiverse, además NES Remix 2 trae nuevos modos denominado "Super Luigi Bros" y el modo para campeones (Championship Mode).

#### Super Luigi Bros
Este modo se trata de la aventura completa de Super Mario Bros, ahora los niveles son reversos (modo espejo) y Luigi toma el protagonismo en vez de Mario.

#### Championship Mode
Modo para campeones, se trata de conseguir el mejor puntaje de los 3 desafíos de 3 juegos NES (1 desafío por cada juego), bajo un temporizador de 6 minutos, el puntaje también se puede publicar en Miiverse y se podrá visualizar el ranking de los 100 mejores puntajes. Está basado en el Nintendo World Championship realizado en el año 1990 en Estados Unidos.

## Nuevas entregas

### NES Remix Pack
Es una edición para formato físico (Disco de Wii U) que contiene el NES Remix y NES Remix 2.

### Ultimate NES Remix
Es la versión de juegos NES para la consola portátil Nintendo 3DS, con 16 juegos clásicos entre las 2 ediciones anteriores de NES Remix. Entre sus innovaciones incluye el modo "Speed Mario Bros."

#### Speed Mario Bros.
Este modo se trata del juego Super Mario Bros. de 1985, sin embargo con la variación de que la velocidad del juego ha sido aumentada, desde su música, efectos de sonido, movimientos y tiempo, haciendo que se vuelva más difícil de jugarse por la presión de intentar pasarse el juego en un buen tiempo.

## Modo de visualización
Los juegos de NES se visualizan en una pantalla redimensionada de una Wii U GamePad virtual con los personajes de fondo tono agua de cada juego NES ubicado en los costados.

## Juegos de NES disponibles

### NES Remix
- Balloon Fight
- Baseball
- Clu Clu Land
- Donkey Kong
- Donkey Kong Jr.
- Donkey Kong 3
- Excitebike
- Golf
- Ice Climber
- Mario Bros.
- Pinball
- Super Mario Bros.
- Tennis
- The Legend of Zelda
- Urban Champion
- Wrecking Crew

### NES Remix 2
- Dr. Mario
- Ice Hockey
- Kid Icarus
- Kirby's Adventure
- Metroid
- NES Open Tournament Golf
- Punch-Out!!
- Super Mario Bros.: The Lost Levels
- Super Mario Bros. 2
- Super Mario Bros. 3
- Wario's Woods
- Zelda II: The Adventure of Link